# Erwin Rüddel

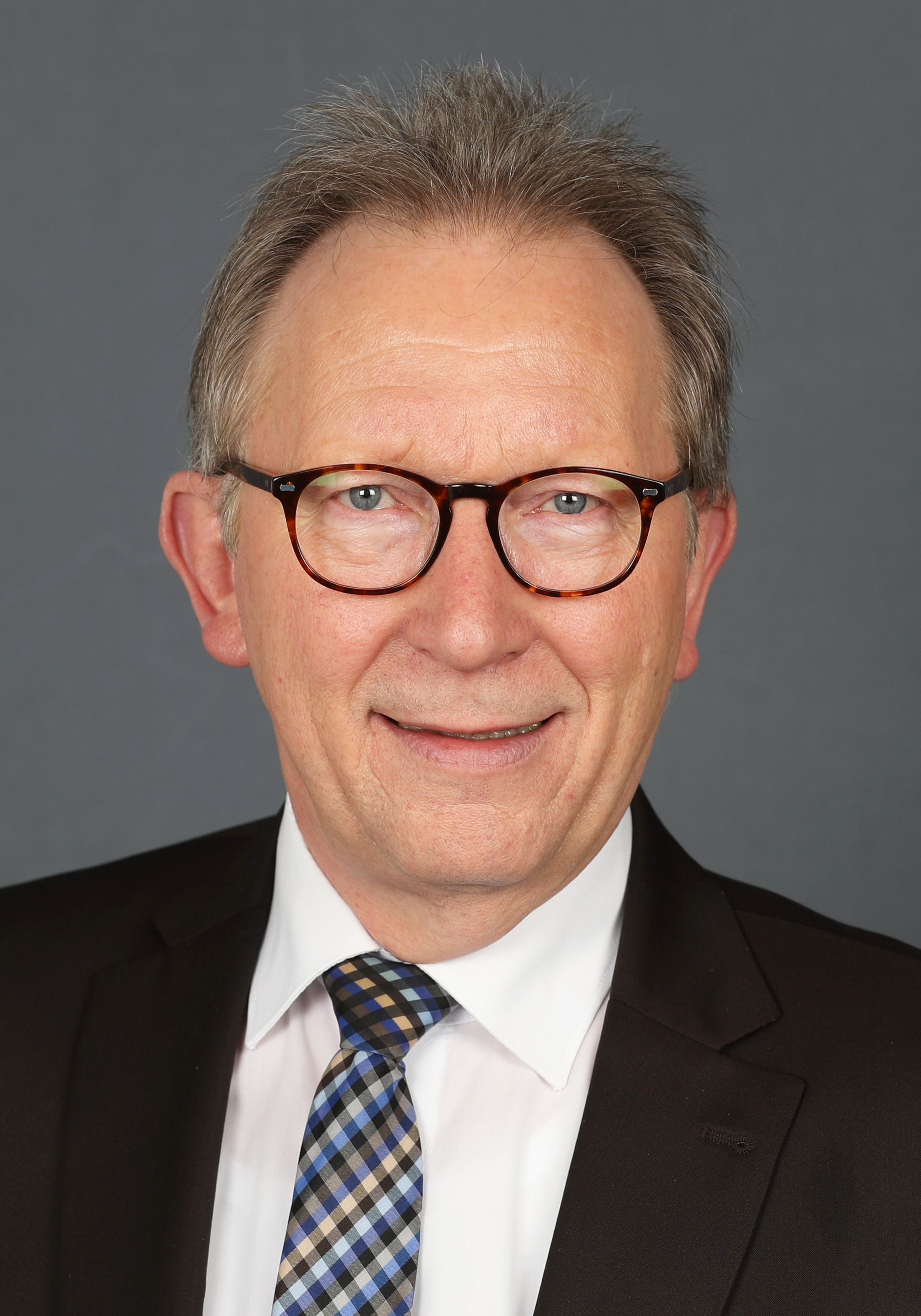
Erwin Rüddel (2020)

Erwin Josef Rüddel (* 21. Dezember 1955 in Bonn; † 3. Februar 2025 in Asbach) war ein deutscher Politiker (CDU). Er war von 2009 bis zu seinem Tod Mitglied des Deutschen Bundestages. Zuvor gehörte er von Januar bis Mai 1987 sowie von 1998 bis 2009 dem Landtag von Rheinland-Pfalz an. Von 2018 bis 2021 war Rüddel Vorsitzender des Ausschusses für Gesundheit des Deutschen Bundestages.

## Leben
Erwin Rüddel war der Sohn von Josef Rüddel. Er wuchs mit zwei jüngeren Brüdern auf dem Bauernhof seiner Eltern im Windhagener Ortsteil Hüngsberg im Westerwald auf. Nach Abitur und dem Studium der Wirtschaftswissenschaften, das er als Diplom-Betriebswirt abschloss, sammelte er erste berufliche Erfahrungen als kaufmännischer Angestellter im Verlagswesen. Von 1993 bis 2009 arbeitete er als Geschäftsführer einer Senioreneinrichtung in Bad Arolsen.
Er war ab 1980 verheiratet, hatte zwei Kinder und lebte in Windhagen. Rüddel war römisch-katholisch.
Am Vormittag des 3. Februar 2025 starb Erwin Rüddel in einem Krankenhaus in Asbach im Alter von 69 Jahren. Als Todesursache wurde eine Lungenembolie genannt.

## Politischer Werdegang
Rüddel begann seine politische Arbeit 1972 mit dem Eintritt in CDU und Junge Union (JU). Von 1972 bis 1988 war er Mitglied im Vorstand des JU-Gemeindeverbandes Asbach, einige Jahre davon auch als Vorsitzender. Weiterhin engagierte er sich von 1975 bis 1981 als Vorsitzender der JU Windhagen. Von 1980 bis 1988 war als Kreisvorsitzender der Jungen Union Neuwied sowie von 1982 bis 1992 stellvertretender CDU-Kreisvorsitzender. Rüddel war von 1988 bis 2010 Vorsitzender des CDU-Ortsverbandes Windhagen, von 1991 bis 1997 Mitglied im CDU-Bezirksvorstand Koblenz-Montabaur und von 2007 bis 2017 Schatzmeister des CDU-Bezirksverbands Koblenz-Montabaur. Von 1997 bis 2001 und von 2003 bis 2008 war er Mitglied im Landesvorstand seiner Partei in Rheinland-Pfalz. Von 2012 bis 2022 war Rüddel Beauftragter für Sportfragen der CDU Rheinland-Pfalz. Von 2008 bis 2022 war er Vorsitzender des CDU-Kreisverbandes in Neuwied. Von 2014 bis 2018 war er Mitglied des Bundesfachausschusses „Gesundheit und Pflege“ der CDU.
Von 1984 bis 2018 gehörte Rüddel dem Windhagener Ortsgemeinderat an, davon fünf Jahre (1999–2004) als Fraktionsvorsitzender der CDU. Von 1994 bis 1999 und von 2004 bis 2009 war er 1. Beigeordneter der Ortsgemeinde Windhagen. Nach einem Streit mit dem dortigen Fraktionsvorsitzenden seiner Partei, der mit dem Vorwurf der Benachteiligung seines Bruders zusammenhing, legte er sein Mandat im Mai 2018 nieder. Von 1994 bis 1999 war er auch Mitglied des Verbandsgemeinderates Asbach.
Von 1984 bis 1994 und von 1999 bis zum 1. Januar 2021 fungierte er als Mitglied des Kreistags Neuwied. 2005 wurde er stellvertretender Fraktionsvorsitzender, was er bis 2021 blieb. Darüber hinaus war er von 1987 bis 1994 umweltpolitischer Sprecher der CDU-Kreistagsfraktion und Mitglied im Aufsichtsrat der Müllverwertungsgesellschaft für den Großraum Koblenz.

## Abgeordneter des rheinland-pfälzischen Landtags
Von Januar bis Mai 1987 sowie von November 1998 bis zum November 2009 war Erwin Rüddel Mitglied des Landtags von Rheinland-Pfalz. Am 15. Januar 1987 rückte er für Theo Zwanziger über die Landesliste in den Landtag der 10. Wahlperiode nach. Am 9. November 1998 rückte er für Werner Wittlich als persönlicher Vertreter in den Landtag der 13. Wahlperiode nach. Bei der Landtagswahl 2001 und der Landtagswahl 2006 gewann er das Direktmandat für den Wahlkreis Linz am Rhein/Rengsdorf.
Rüddel bearbeitete in erster Linie sozial- und medienpolitische Themen und war ordentliches Mitglied im Sozialpolitischen Ausschuss und im Ausschuss für Medien und Multimedia. Im sozialpolitischen Bereich war er für die CDU Sprecher für alle Themen rund um Pflege und Senioren. Im Ausschuss für Medien und Multimedia war er Sprecher der CDU-Fraktion und gleichzeitig der Vorsitzende des entsprechenden Arbeitskreises der CDU-Landtagsfraktion. Außerdem war er stellvertretendes Mitglied im Ausschuss für Wirtschaft und Verkehr und im Ausschuss für Gleichstellung und Frauenförderung.

## Mitglied des Bundestages
Ab der Bundestagswahl 2009 war Rüddel stets als Direktkandidat des Bundestagswahlkreises Neuwied in den Deutschen Bundestag gewählt worden. Bei der Wahl 2009 erzielte er 39,2 % der abgegebenen Erststimmen (66.214), 2013 erreichte er 46,9 % der abgegebenen Erststimmen (79.782), 2017 43,2 % der abgegebenen Erststimmen (76.951) und bei der Bundestagswahl 2021 gewann er sein Direktmandat mit 31,9 % der abgegebenen Erststimmen (57.429).
Er war ordentliches Mitglied im Ausschuss für Gesundheit und stellvertretendes Mitglied im Ausschuss für Familie, Senioren, Frauen und Jugend. sowie stellvertretendes Mitglied im Ausschuss für wirtschaftliche Zusammenarbeit und Entwicklung. Er war ebenfalls stellvertretendes Mitglied im Unterausschuss Globale Gesundheit. Für seine Fraktion war er von 2013 bis 2018 Berichterstatter für die Pflegepolitik. Von 2018 bis 2021 war er Berichterstatter für Patientenrechte. Ab 2022 war er Berichterstatter für Digitalisierung im Gesundheitswesen.
Er gehörte der Europa-Union Parlamentariergruppe Deutscher Bundestag, der Parlamentsgruppe Schienenverkehr, der Parlamentsgruppe „Bahnlärm“, dem Parlamentskreis Mittelstand der CDU/CSU-Fraktion und dem Kardinal-Höffner-Kreis im Deutschen Bundestag an. Er war ab 2022 stellvertretender Vorsitzender der Parlamentariergruppe Östliches Afrika.
Nachdem Rüddel zunächst erklärt hatte, bei der Bundestagswahl 2025 erneut anzutreten, verzichtete er im Oktober 2024 auf die Kandidatur. Er wolle damit einem Generationenwechsel nicht im Wege stehen. Rüddel starb am 3. Februar 2025 in Asbach noch vor Ende seines Mandats. Für ihn rückte Ursula Groden-Kranich in den Bundestag nach.

## Kritik
Im Februar 2018 löste Erwin Rüddel mit einem Beitrag bei Twitter Empörung unter Pflegekräften aus. Er hatte vorgeschlagen, Pflegende sollten anfangen, gut über die Pflege zu reden, nachdem die Politik die Arbeitsbedingungen attraktiver gemacht habe. Die Pfleger antworteten meist mit erschütternden Anekdoten aus dem Berufsleben und zeigten, wie sehr sie fast immer am Limit arbeiten.
Im Juli 2023 teilte Rüddel auf Twitter einen Meinungsbeitrag der Zeitung Die Welt mit dem Titel Die CO2-Theorie ist nur geniale Propaganda aus dem Jahr 2011. In dem Artikel wird die menschengemachte globale Erwärmung als Propaganda dargestellt. Der Artikel stammt von Günter Ederer, der noch im Jahr 2022 bei der Lobbyorganisation EIKE auftrat. Ziel von EIKE ist es, den wissenschaftlichen Konsens zum Klimawandel in Zweifel zu ziehen. Der CDU-Politiker Ruprecht Polenz kommentierte: „Die Unionsfraktion hat einmütig beschlossen, im Bundestag die Pariser Klimaziele erreichen zu wollen, wer dies mit einer Leugnung des menschengemachten Klimawandels in Frage stellt, schadet diesem Ziel. Er liegt auch in der Sache völlig daneben.“
Rüddel hatte zuvor einen ausführlicheren Beitrag auf seiner Website veröffentlicht, in dem er sich zum Klimaschutz äußert. Einsparmaßnahmen von Treibhausgasen kommentierte er dort mit den Worten: „Alles, was die einen einsparen, werden andere Länder verbrauchen. Es wird kein Fass Öl, kein Kubikmeter Gas und keine Tonne Kohle ungenutzt bleiben.“ Klimaschutz „auf dem winzigen Territorium Deutschlands (mit seinem ebenfalls winzigen Anteil an der Weltbevölkerung von gerade noch einem Prozent)“ würde „wirkungslos verpuffen“. Man müsse daher „überlegen, wo wir – außerhalb unseres Landes – mit geringeren Mitteln mehr im Sinne globaler Effekte erreichen können als im Inland“. Rüddel attestierte Klimaschützern „teilweise quasi-religiöse Züge“ und sah Assoziationen mit Wiedertäufern, den Kinderkreuzzügen und „allerhand verwirrten Untergangssekten“.

## Vereinsaktivitäten
Rüddel war seit 1975 in unterschiedlichen lokalen Vereinen, wie den Rheinischen Karnevals-Korporationen, und Initiativen aktiv.